# آيت اوليلي (تيزغران)
آيت اوليلي هي إحدى مشيخات المملكة المغربية، تتبع جغرافيا لإقليم تيزنيت وإداريًا لتيزغران. يقدر عدد سكانها بـ 3124 نسمة حسب الإحصاء الرسمي للسكان والسكنى لسنة 2004.